# 舒他伏单抗
舒他伏单抗（INN：Suptavumab；开发代号：REGN2222）是一种人源化单克隆抗体，设计用于预防呼吸道合胞病毒引起的下呼吸道疾病。这种实验性候选药物由Regeneron制药公司开发，直到III期临床试验不成功后停产。